# Parasola brunneola
Parasola brunneola är en svampart som först beskrevs av McKnight, och fick sitt nu gällande namn av Redhead, Vilgalys & Hopple 2001. Parasola brunneola ingår i släktet Parasola och familjen Psathyrellaceae.   Inga underarter finns listade i Catalogue of Life.